# Kozara
Kozara je pohoří v severozápadní části Bosny a Hercegoviny, v regionu Banja Luka. Nejvyšším vrcholem je Lisina (978 m). Od roku 1967 je celá oblast národním parkem.

## Poloha
Hranice pohoří tvoří řeka Sáva na severu, Vrbas na východě, Una na západě a Sana na jihu. Pohoří je dlouhé cca 70 km, široké 20–30 km.

## Historie
Během rakousko-uherské nadvlády nad Bosnou a Hercegovinou byla pro potřeby těžby dřeva v Kozaře vybudována úzkorozchodná železnice. Její pozůstatky jsou dodnes v horách dohledatelné.
Oblast Kozary se nechvalně proslavila za druhé světové války, místní národnostní menšiny byly potlačovány Chorvatskem i Němci. Mnoho lidí odsud bylo odvezeno do koncentračních táborů, například do Jasenovace. Z 200 000 místních obyvatel se konce války nedočkala více než čtvrtina.
Od roku 2011 slouží na jednom z vrcholů Kozary televizní vysílač s výškou 84 m.